# Gaspare Di Caro
Pour les articles homonymes, voir Di Caro.
 (mai 2017).
Gaspare Di Caro est un artiste plasticien et performeur luminographe franco-italien.

## Biographie
C'est auprès d'Alain Malaval, frère de Robert Malaval de « l'École de Nice », et d'André Villers qu'il se familiarise avec la photographie.
Sa formation est cinématographique, littéraire et plastique. Il a travaillé avec Ettore Scola[réf. nécessaire]  et filmé de forme intimiste Eugène Ionesco (Conversation autour d'une caméra (52 min)) et Italo Calvino (La Forme de l’écriture (52 min)). Il a été proche de Mauro Bolognini.][réf. nécessaire] Il a écrit une nouvelle version du découpage technique de Film de Samuel Beckett. Il a traduit en français la pièce de théâtre, La vie est un jeu (La vita è gioco, 1969) d'Alberto Moravia.][réf. nécessaire]
Ses premiers pas au théâtre se font à travers la commedia dell'arte et son festival de Villejuif organisé par Innocente Salvoni et Corrado Simioni.
Avec Jean Oltra, il organise le premier festival de la Commedia dell'Arte durant le carnaval de Nice en 1985. En 1988, il organise avec Jean Gili une rétrospective « Moravia et le cinéma » durant le festival du cinéma italien d'Annecy.
Son travail plastique se situe entre le plein de Arman et le vide de Yves Klein. Son champ d'expression est un espace multidimensionnel, mesuré et mesurable. Comme Yves Klein, sa matière première est l'espace.

## Concept artistique
Appartenant au mouvement Locative-art. Son mindmark inspiratif est l'esprit des artistes de l'École de Nice et du Nouveau Réalisme.
Adepte du perspectivisme philosophique, cartes et territoires sont les supports de ses ready-made qu'il transpose de l'objet à l'espace multidimensionnel, mesuré et mesurable. Sa matière première est l'espace et son outil principal le GPS. Grâce à lui, il choisit et définit un espace qu'il rend sensible, le transforme en point totémique pour ses cosmogonies, photographies, objets ou sculptures et en landmark de projection pour ses performances lumineuses.
Utilisant le principe de la chambre noire, il adopte le GPS pour définir le point exact et obtenir une plus grande netteté de reproduction d'une image, permettant lors de sa projection en grande dimension la superposition lumino-chromatique sur les détails de l'architecture.

## De la luminographie
(février 2015).

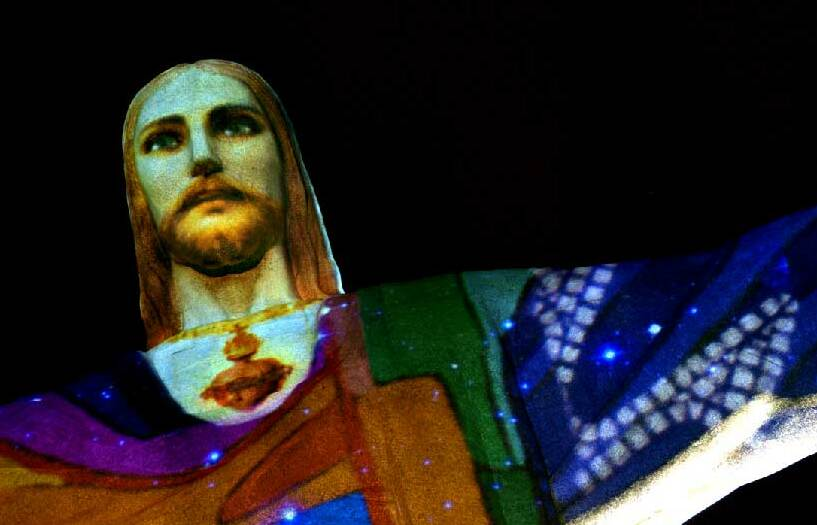
Installation lumineuse sur le Christ Rédempteur.

Grâce à la technique de la luminographie, Gasparé Di Caro a réalisé la mise en lumière du Christ Rédempteur de Rio de Janeiro, donnant pour la première fois de la couleur au visage de la statue.
Il a également luminographié la cathédrale de La Havane, à l'occasion de la visite de Benoît XVI et du rapprochement entre Cuba et les États-Unis, à l'initiative du Cardinal Jaime Lucas Ortega y Alamino et du Musée de la Bible de Washington. Un documentaire Iluminar Havana est réalisé par le cinéaste cubain Roberto Chile. À Santiago de Cuba il luminographie la Cathédrale, en installant ses projecteurs depuis le "Balcon de Fidel", situer au premier étage de la mairie, à plus de 80 m de distance. Il réalisera une performance lumineuse sur la marie depuis la cathédrale. Durant les Jeux olympiques de Rio 2016, il mettra au point le premier projecteur à Led pour luminographier le Christ Redempteur.